# Mohand Arab Bessaoud
Pour les articles homonymes, voir Mohand.
 (août 2011).
Si vous disposez d'ouvrages ou d'articles de référence ou si vous connaissez des sites web de qualité traitant du thème abordé ici, merci de compléter l'article en donnant les références utiles à sa vérifiabilité et en les liant à la section « Notes et références ».
Mohand Arab Bessaoud (en kabyle: Muḥend Aεrav Besεud), né le 24 décembre 1924 en Algérie et mort le 1er janvier 2002 à Newport (Angleterre), est un militant nationaliste algérien de la guerre d'Algérie et l'un des principaux idéologues du berbérisme. Il fut notamment l'un des fondateurs et le principal dirigeant de l'Académie berbère (Agraw Imaziɣen).

## Biographie
- Si vous ne connaissez pas le sujet, laissez ce bandeau (vous pouvez alors contacter les auteurs).
- Si vous supprimez le contenu mis en cause (vous pouvez préalablement contacter les auteurs),

argumentez précisément cette suppression dans la page de discussion
(un manque de référence n'est pas un argument ; une recherche réelle de référence doit avoir été effectuée, être formellement documentée).
Mohand Arab Bessaoud est né le 24 décembre 1924 à Taguemount El Djedid, village de la commune kabyle d'Ouadhia, en Algérie. Dès son jeune âge, il montre des signes de révolte contre la domination coloniale.
Mohand Arab Bessaoud exerce le métier d'instituteur dans sa région natale avant de rejoindre le PPA. Après le déclenchement de la révolution, il rejoint le FLN et l'ALN. En 1955 il est nommé responsable de liaisons de la wilaya III, par Krim Belkacem. Il sera transféré à la wilaya IV où il est nommé lieutenant par le colonel  Saïd Mohammedi . En août 1957, le colonel Bouguerra (Si M’hamed) le nomme capitaine. Il quitte alors la wilaya IV à la tête de 200 soldats pour chercher des armes au Maroc. 
À l’indépendance de l'Algérie, il se fait rapatrier au pays comme réfugié politique en juin 1962. Le 22 décembre de la même année, il est nommé par décret du 31/12/1962 sous-préfet de Maghnia, un poste qu’il n’occupera jamais. 
Refusant d’accepter le renversement du GPRA par l'armée des frontières et le régime de Ben Bella, ainsi que sa politique d’arabisation, Mohand Arab Bessaoud se déclare opposant et se démarque du FLN. Un mandat d’arrêt est lancé contre lui, en août 1963, à la suite de la publication de son livre Heureux sont les martyrs qui n'ont rien vu où il dénonce, entre autres, les pratiques humiliantes dont il fut victime au cours d'une de ses missions, l’assassinat d’Abane Ramdane, la mort suspecte d’Amirouche et Si Elhouas. 
Il se réfugie dans son village jusqu’au soulèvement du FFS en 1963. Bessaoud rejoint immédiatement le soulèvement armé, appelé «maquis du FFS», où il joue un rôle important jusqu’à la neutralisation du soulèvement à cause du forfait des autres chefs de l’insurrection. Étant recherché, il trouve refuge au Maroc en passant clandestinement la frontière puis il rejoint la France par bateau, caché dans une armoire.

### Exil en France
En France, il publie, une année après son arrivée, « F.F.S espoir et trahison » où il dénonce le ralliement de Mohand Oulhadj et la trahison de Hocine Ait Ahmed. 
Beaucoup de pression[Lesquelles ?] s’est exercée sur Bessaoud de la part du régime algérien et marocain pour l'empêcher de continuer dans sa lancée[précision nécessaire]. Il y a eu même des tentatives d’assassinat[réf. nécessaire]. Ces ennemis étaient l’Amicale des Algériens en France (organisation du F.L.N)
De 1976 à 1978, il est constaté une dérive de Bessaoud vers une attitude plus extrémiste. La plupart des anciens militants l'ont quitté. Les nouveaux militants sont entraînés à des actes de violence contre des commerces kabyles de Paris. 
Le 22 mars 1978, Bessaoud est arrêté en France pour une tentative de racket sur un commerçant kabyle. Il soutiendra que son arrestation est réellement motivée par ses activités en faveur de l’identité amazighe. L’Académie Berbère sera fermée et tout le matériel et les documents seront saisis. Après six mois de prison, il sera libéré provisoirement. Sachant qu’il est en danger de mort et avec l’aide de Jacques Bénet, il s’enfuit en Espagne. Le 15 août 1980, Bessaoud obtient l’asile politique en Angleterre et s’y installe avec le statut de réfugié politique. Une fois en Angleterre, il épouse Dorothy Bannon, une Anglaise qu’il a connu en France et auront un fils appelé « Yuba ».  
En exil, Bessaoud reste en contact avec le développement du combat en Kabylie. Après maintes tentatives pour se faire délivrer un passeport, refusé dans un premier temps, mais grâce au soutien des journalistes algériens, des étudiants d’Alger et un comité de soutien en sa faveur, il fera son retour retentissant[évasif] au pays en 1997 et obtient le statut d’ancien combattant. Après des séjours répétés à l’hôpital, le père de l’Académie berbère s’éteint à l’hôpital Saint Mary’s de Newport en Angleterre, le premier janvier 2002. Son corps repose désormais au village d'Akaoudj.
À côté des œuvres écrites citées dans la bibliographie[Laquelle ?], il est l’auteur de plusieurs chants patriotiques tels que : Je venais de sortir de l’hôpital (en français), Nesla i Imazighen, Ay asegwas, agujil, massinissa. Il est aussi l’auteur de quelques chansons interprétées par Takfarinas et Malika Domrane : Tenniḍ-iyi γileγ d ṣṣeḥ, Newwi-d tafat s wudem et M'akken d-fγeγ seg wexxam.
Souffrant d'une pleurésie et refusant énergiquement de se faire retirer une partie du poumon, Bessaoud souffrait beaucoup. Et plusieurs fois par an et de plus en plus souvent au cours des années, il partait se reposer en province pour des séjours de trois semaines ou un mois, pour essayer de récupérer. Pendant ce temps là, ce sont les militants qui maintenaient la flamme.

### L’Académie berbère
Fervent défenseur de l’identité amazighe, en 1966, au cours d’une réunion au domicile de Taos Amrouche, il crée une association dénommée Académie berbère d'étude et de recherche culturelle. Puis deux ans plus tard, une autre association avec Mohand-Saïd Hanouz, dénommée Académie berbère Agraw Imazighene. Grâce à cette association, dont Bessaoud sera la force motrice, les énergies militantes en faveur de la cause identitaire se sont mobilisées et son travail contribuera à l’éclosion d’une conscience et à l’éveil des consciences pour la reconnaissance de l’identité et de la culture amazighes. Par son journal « Imazighene », Bessaoud et son équipe font découvrir à la communauté émigrée de Paris et à de nombreux lycéens algériens, dans les années 70, l'alphabet tifinagh comme signe de l'identité berbère. 
Le travail de Bessaoud en France a eu un écho favorable en Kabylie. En quatre ans de 1970 à 1974, la prise de conscience identitaire fit des progrès importants. Plusieurs événements en Algérie confirment de manière tangible l’éveil du peuple amazigh, comme l'arrestation par la police politiques de dizaines de jeunes recevant le bulletin Imazighene par la poste ou des porteurs de t-shirts affichant des symboles berbères ou encore les incidents de la fête des Cerises en 1974 à Larbâa Nath Iraten. Le 19 juin 1977, au stade du 5-juillet à la capitale Alger, Boumediene fut copieusement conspué par des milliers de jeunes kabyles arborant des banderoles et scandant des slogans berbéristes. Le point culminant de cette contestation fut le Printemps amazigh d'avril 1980 en Kabylie.
Dans le même registre de ses activités[évasif], Bessaoud mit au grand jour 
- les jours de la semaine en tamazight,
- la numérotation amazighe,
- la réactualisation des prénoms amazighs,
- le calendrier amazigh,
- l’aménagement de  l’alphabet tifinagh.

Contrairement aux idées reçues, Bessaoud n'est pas à l'origine du drapeau Amazigh, il ne l'a d'ailleurs jamais revendiqué et a toujours été contre les drapeaux ethniques.
Il est important de comprendre que Béssaoud n'était pas seul. Une équipe de militants activait autour de lui. De choses qui sont attribuées à Bessaoud étaient souvent le fruit du travail d'une équipe ou d'individualités gravitant autour de l'Académie.
Mohand Arab Bessaoud n’a cessé de parler de Jacques Bénet, un Français engagé dans le combat pour l’identité amazighe. Il écrit à son propos dans son livre L’histoire de l’Académie berbère :

« Si les Berbères, mes frères, devaient un jour se souvenir de moi au point de vouloir honorer mon nom, je leur demanderais instamment de lui associer celui de Jacques Bénet, car sans l’aide de ce grand ami des Berbères, mon action en faveur de notre identité n’aurait peut-être pas connu le succès qui est le sien. Ce serait donc faire preuve de justice que de dire : Mohand Arab-Jacques Bénet comme on dit Erckmann-Chatrian. »